# Radikalkation
| Bildung eines Radikalkations durch Einelektronenübertragung (SET)                                     |
| Bildung eines Radikalkations durch Abspaltung (Entzug) eines Elektrons aus einem neutralen Molekül A. |

| Wurster-Salze (ausgewählte mesomere Grenzstrukturen) |
| ---------------------------------------------------- |
| Wurster-Salze – allgemeine Formel – (R = Alkyl, H)   |
| Wurster-Reagenz                                      |

Radikalkation ist die Sammelbezeichnung für eine Gruppe von Molekülen, die zugleich das Merkmal eines Radikals (ein „einsames“ Elektron) als auch die positive elektrische Ladung eines Kations besitzen.
Wurster-Salze zählen zu den Radikalkationen.

## Herstellung
Radikalkationen bilden sich bei der Einelektronenübertragung (single elektron transfer, SET) auf bzw. von neutralen Molekülen. Diese Ionisierung von Molekülen wird z. B. im Massenspektrometer beobachtet, wenn Moleküle mit Elektronen beschossen werden. Die polarographische Oxidation aromatischer Kohlenwasserstoffe verläuft ebenfalls zur Bildung von Radikalkationen.

## Spektroskopische Eigenschaften
Radikalkationen und Radikalanionen aromatischer Kohlenwasserstoffe besitzen sehr ähnliche Elektronenspektren.